# Giovanni Buich
Giovanni Buich (Pola, 11 novembre 1916 – ...) è stato un calciatore austriaco, di ruolo ala.

## Carriera
Cresciuto con i nerostellati del Grion di Pola, sua città natale, giocò in Serie A con la Triestina un solo incontro esordendo a Milano il 3 novembre 1935 nella partita Ambrosiana Inter-Triestina (5-0). Giocò la stagione 1937-38 con il Como, poi giocò in Serie B con il Grion Pola ed in Serie C con la Fiumana.